# Francisco Varallo
Francisco Antonio "Pancho" Varallo (n. 5 februarie 1910 - d. 30 august 2010) a fost un jucător de fotbal argentinian. A fost ultima persoană încă în viață, care a participat la primul Campionat Mondial de Fotbal, care a avut loc în Montevideo, Uruguay în 1930. De asemenea a jucat în finala turneului.